# 1999: The New Master (мініальбом Прінса)
1999: The New Master — мініальбом американського співака та композитора Прінса, що вийшов 2 лютого 1999 року на лейблі NPG Records. Мініальбом включає в себе лише ремікси пісні 1982 року «1999». 1999: The New Master вийшов на території США у вигляді компакт-дисків та рідкісного пурпурового вінілу.

## Список композицій
| #  | Назва                                    | Тривалість |
| -- | ---------------------------------------- | ---------- |
| 1. | «1999» (The New Master)                  | 7:09       |
| 2. | «Rosario» (1999)                         | 1:19       |
| 3. | «1999» (The Inevitable Mix)              | 5:46       |
| 4. | «1999» (Keep Steppin')                   | 4:33       |
| 5. | «1999» (Rosie & Doug E. In a Deep House) | 6:23       |
| 6. | «1999» (The New Master: Single Edit)     | 4:30       |
| 7. | «1999» (а капела)                        | 5:11       |